# Patrick Snijers
 (août 2023).
Si vous disposez d'ouvrages ou d'articles de référence ou si vous connaissez des sites web de qualité traitant du thème abordé ici, merci de compléter l'article en donnant les références utiles à sa vérifiabilité et en les liant à la section « Notes et références ».
Patrick Snijers, dit De Lange, est un pilote  belge de rallye, né le 29 janvier 1958 à Alken, Limbourg. Il détient le record du nombre de victoires comptabilisées en Championnat d'Europe des rallyes.

## Biographie
Patrick Snijers a commencé sa carrière de pilote en 1977.
Il est ainsi le recordman du nombre de victoires comptabilisées en Championnat d'Europe des rallyes: 44 (au moins). 
Il a aussi été sept fois champion de Belgique, une fois champion des Pays-Bas, et une fois champion d'Europe (pour trois seconde places). 
Il compte également à son actif un podium en championnat du monde des rallyes, avec une 2e place acquise lors du rallye de Sanremo 1993 sur une Ford Escort RS Cosworth (privée).
Il a bénéficié du soutien du cigarettier Bastos durant plus de 15 ans. Son copilote de 1983 à 1998 était Dany Colebunders.
Pour la saison 2015, Snijers retrouve le volant d'une Porsche 911 GT3.

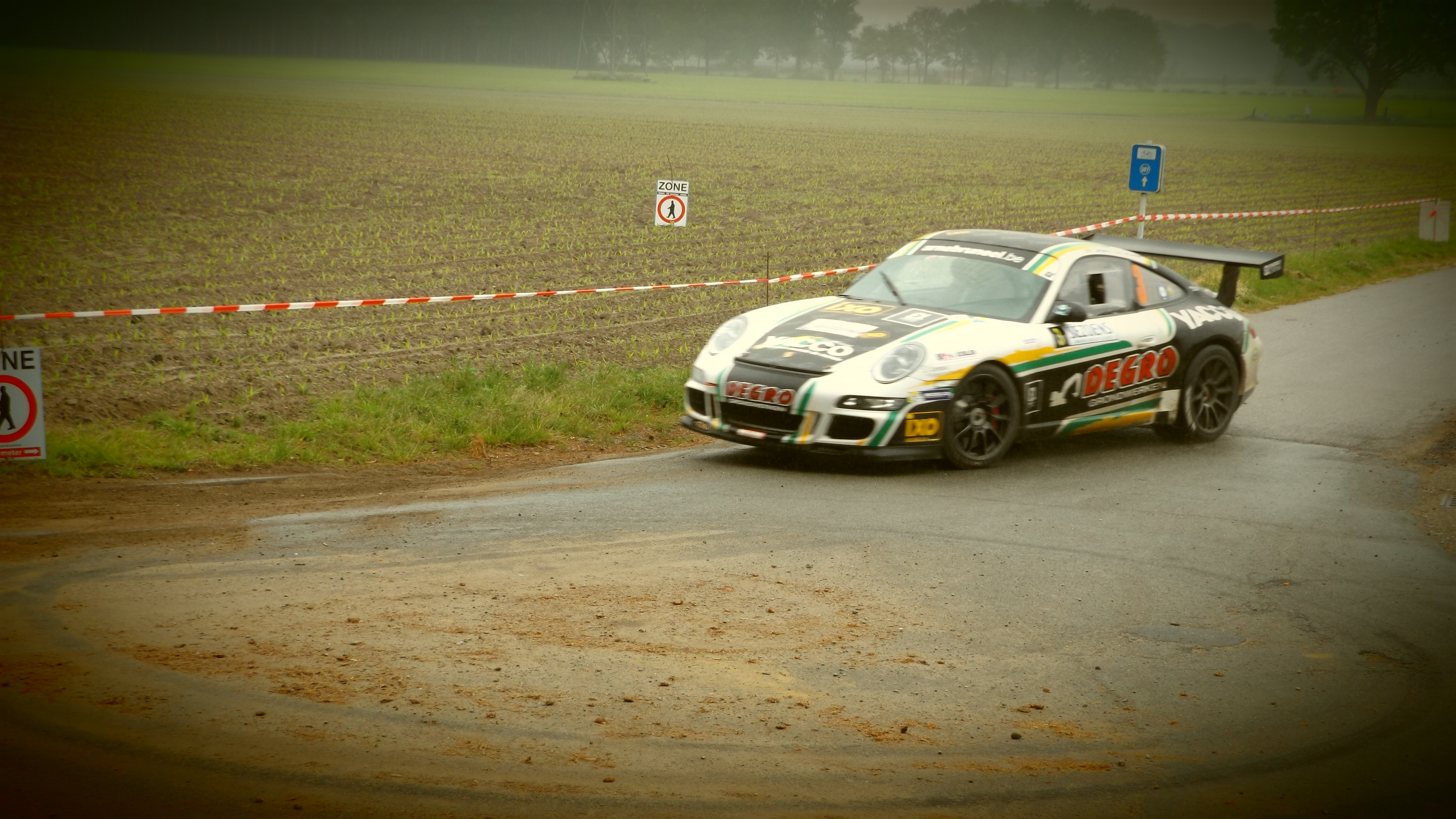
Sezoensraly 2015

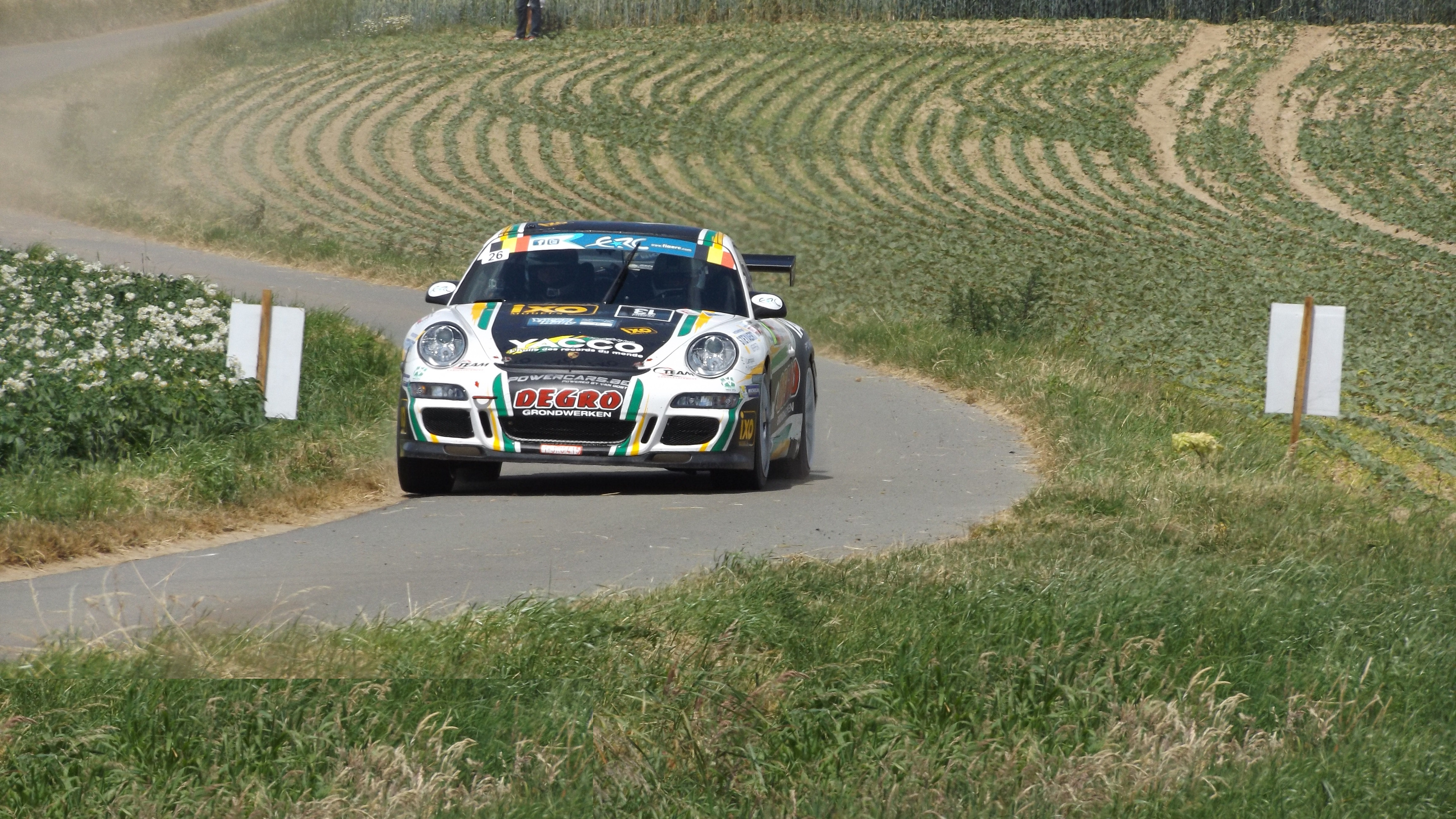

En début de la saison, il abandonne sur soucis mécaniques lors des trois premières courses de la saison.  Au rallysprint de Monteberg, Snijers et Bruneel terminent à la 5e place.  Ils prennent le départ du rallye de Wallonie mais la voiture rencontre des soucis d'injection. Ils pourront repartir le dimanche en rallye 2 et termineront 34e. Snijers s'aligne au départ du Sezoensrally avec la 911 dorénavant entretenue par MI.  Il termine à la 6e place.
Lors du Rallye d'Ypres, Snijers est opposé à trois Porsche pilotées par Dumas, Delecour et Duez.  Après deux jours de lutte, qui a vu l'abandon de Dumas lors de la dernière spéciale, Snijers termine 14e et remporte la classe RGT devant Delecour et Duez qui terminent respectivement 20e et 21e.
Au Rallye du Condroz, il pilote en première mondiale la Toyota GT86 CS-R3 qui est alignée en tant que voiture ouvreuse.
En 2016, Snijers ne prend part qu'à trois rallyes.  Le Rallysprint Van de Monteberg au volant d'une Mini Cooper Works WRC (74e), le Sezoensrally terminé en 5e position au volant d'une Ford Fiesta R5 et le Rallye d'Ypres terminé en 12e position au volant d'une 208 T16.
La saison 2017 ne se résume qu'à deux participations pour Snijers : les Legend Boucles de Bastogne sur Ford Escort RS1800 MKI qu'il termine en troisième position et le Spa Rally où il retrouve le volant d'une Porsche, mais se retire pour raisons personnelles.
En 2018, Snijers est engagé pour le championnat de Belgique en entier au volant d'une Porsche 911 GT3 soutenue par son nouveau sponsor Maes containers.  Le premier rallye de la saison, le rallye d'Haspengouw se solde par un abandon sur ennui mécanique.
Snijers associé à Thierie Davie prend le départ de la seconde manche du championnat au Herock Spa Rallye et termine 6e au classement général en remportant la Classe RGT.
Au Tac Rallye, Snijers qui retrouve Luc Bouchat dans le baquet de droite de la Porsche est opposé à une concurrence très affûtée.
Lors de la troisième étape, ils doivent abandonner après que leur Porsche eut tapé un monticule de terre. La roue avant gauche est arrachée, stoppant net l'élan du duo. Le TAC signera aussi la fin de la collaboration entre Snijers et Bouchat. Pour le Rallye de Wallonie, Snijers retrouve Thierie Davy dans le baquet de la Porsche. L'équipage parvient à tenir son rang dans le top 6 et se retrouve être le seul équipage non R5 du top 8. Ils confirment leur 6e place lors de la deuxième journée et remportent la classe RGT. Le rallye suivant est le Sezoensrally disputé dans la région de Bocholt. Malgré un rythme « prudent », le duo de la Porsche pointait après deux chronos à la 4e place. Haussant le rythme lors du duel avec Erik Van Loon pour essayer de conforter cette 4e place, le duo a failli tout perdre dans l'avant-dernière spéciale. La Porsche rencontra un souci technique, ce qui engendra un retard et une pénalité de 2 min 10 s, avec comme conséquence de finir 5e mais malgré tout remporter la classe RGT.
Au Renties Ypres Rally, Snijers est associé à Arne Bruneel. Ils sont confrontés à une grosse inconnue, l'écart avec les autres GT FIA. Pour le Rallye d'Ypres, la Porsche 997 GT3 a dû être adaptée à la réglementation de la FIA et n’a été achevée que quelques heures avant la phase de qualification. Ils obtiennent la 18e place au classement général et la victoire en RGT.
ConXion Omloop van Vlaanderen Porsche 997 GT3 5 et 1. classe RGT
East Belgian Rally Porsche 997 GT3 7 et 1. classe RGT
6 Uren van Kortrijk Škoda Fabia R5 2.

## Voitures
Patrick Snijers a conduit de nombreuses voitures dans sa carrière : Toyota Corolla 1200, Opel Kadett GT/E + 1.3SR , Ford Escort RS1800 + RS2000, Triumph TR7 V8, BMW 323i e21, Talbot Lotus, Porsche 911SC Gr. 4, Porsche 911 SC RS Gr.B, Lancia Rally 037, Lancia Delta HF 4WD, BMW M3 e30, Toyota Celica GT4, Ford Sierra Cosworth 4x4, Ford Escort RS Cosworth, Ford Escort WRC, Subaru Impreza GT, Subaru Impreza WRC, Toyota Corolla WRC, Peugeot 206 WRC, Mitsubishi Lancer Evo 7, Porsche 911 GT3 (types 996 et 997), BMW M3 e36, Citroen C2R2, Subaru Impreza N12B, Opel Manta (2.0 GTE-Gsi/ i240),Peugeot 207 S2000, Seat Leon (Circuit), Nissan 350Z, VW Polo S2000, Škoda Octavia WRC evo3, Mini John Cooper Works WRC et Countryman Cooper S2000…

## Palmarès

### Titres
- Champion d'Europe des rallyes: 1994;
- Septuple champion de Belgique des rallyes: 1983, 1984,1985,1988, 1991, 1993, et 1994;
- Champion des Pays-Bas des rallyes: 1993;
  - Triple vice-champion d'Europe des rallyes: 1986, 1987, et 1993;
  - Vice-champion de Belgique des rallyes: 2003;
  - 3e du championnat d'Europe des rallyes: 1991.
  - Champion de Belgique des Rallyes en Gr.2 : 1982

### Victoires
94 victoires en carrière, près de la moitié répertoriées en championnat d'Europe, dont (principales; en cours…):
- 10 victoires : Rallye du Condroz (1983, 1985, 1987, 1988, 1989, 1990, 1991, 1993, 1999 et 2011);
- 9 victoires : Circuit des Ardennes (1981, 1983, 1984, 1985, 1988, 1991, 1992, 1994 et 1996);
- 6 victoires : Boucles de Spa (1981, 1987, 1988, 1989, 1991 et 1995);  Omloop van Vlaanderen (1984, 1989, 1990, 1991, 1993 et 1998);
- 5 victoires : Rally van Haspengouw (1981, 1985, 1991, 2003 et 2009), Rallye de Wallonie (1984, 1985, 1988, 1994 et 1996);
- 4 victoires : Rally van Looi (1979, 1988, 1989 et 1994), TAC Rally (1983, 1984, 1985 et 2001), Ypres Westhoek Rally (ERC 1991, 1992, 1993 et 1994), Rallye des Hautes-Fagnes (BRC 1996, 1997, 1999 et 2000), TAC Rally (1983,1984,1985 et 2001);
- 3 victoires : RTS Rally (1984, 1995 et 1996);
- 2 victoires : Bianchi Rally (1985 et 1995), Albena Rally (ERC 1987 et 1994 - Grèce), Rali Vinho da Madeira (ERC 1988 et 1993), Deutschland Rallye (ERC 1989 et 1993), Polski Rally (ERC-1994 et 1997), Barum Rally (1991 et 1994 - Tchéquie), Sezoens Rally (2002 et 2009); Legend Boucles de Spa (2008 et 2009)
- 1 victoire : Rallye de Hannut (1984), Rallye van Mechelen (1984), Rallye international du Valais (ERC-1985), Bohemia Rally (ERC-1986), Rallye de Chypre (ERC-1986), Rally di San Marino (ERC-1987 - premier non-transalpin), Manx Rally (ERC-1988), Rallye du Var Historic (2009), RS van Monteberg (2010), Rallye de La Haute Senne (2010), East Belgian Rally (BRC-2013), ORC Rally (2014),

## Distinctions
- Pilote champion de Belgique par le Royal Automobile Club of Belgium (RACB): en 1986.

## Galerie photos

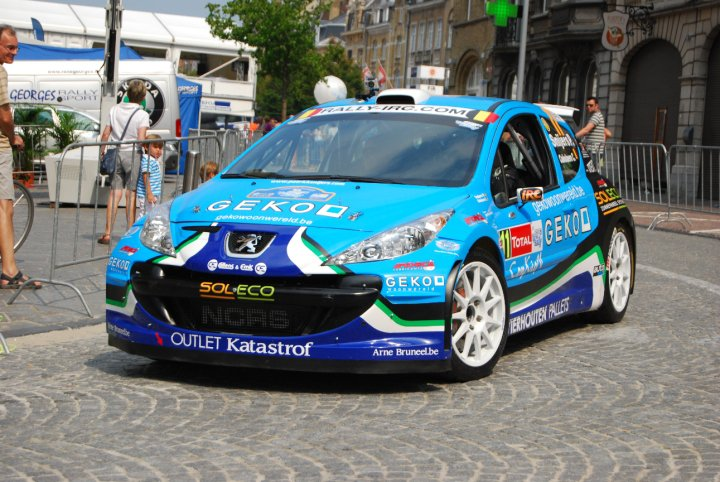
Sur Peugeot 207 S2000 au rallye d'Ypres en 2010.
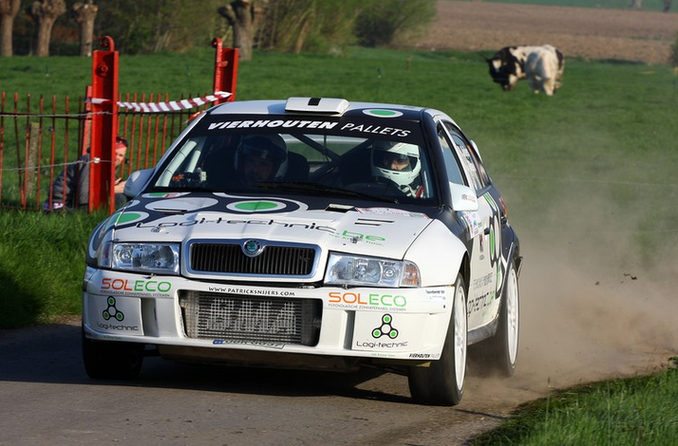
Avec Johan Gitsels sur Škoda Octavia WRC au rallye TAC (de Tielt) en 2011 (team Logi-technic).
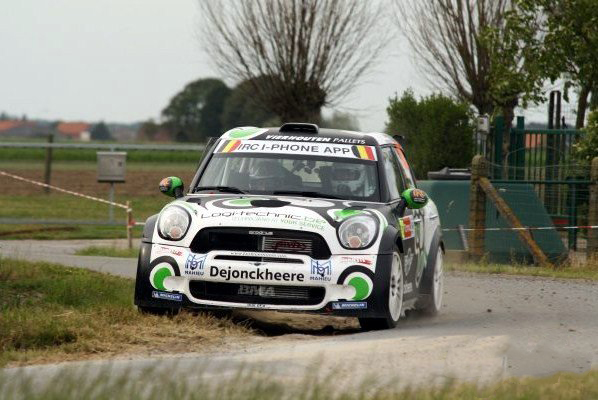
Avec J.Gitsels sur Mini (Countryman Cooper S) au rallye d'Ypres en 2012 (team Logi-technic).